# 5,6-Dihydroxyindole
Le 5,6-dihydroxyindole (DHI) est un intermédiaire de la biosynthèse de la mélanine dans les mélanocytes. Il est converti en indole-5,6-quinone par la tyrosinase.